# Mattachine Society
Mattachine Society – amerykańska organizacja "homofilna" (uznawano wówczas, iż określenie to jest mniej prowokacyjne od określenia "homoseksualny", ponieważ kładzie nacisk na uczucia i relacje) powstała w 1950 w Los Angeles. Jedna z pierwszych organizacji osób homoseksualnych w Stanach Zjednoczonych.

## Nazwa
Nazwa organizacji odnosi się do Société Mattachine – średniowiecznej, francuskiej grupy teatralnej występującej w maskach, która rzekomo podróżowała od wsi do wsi przedstawiając utwory eksponujące społeczną nierówność. Geje i lesbijki lat 50. XX wieku mieli również "nosić maski, być nieznani i anonimowi".

## Historia i profil działalności
Organizacja została założona przez Harry'ego Haya oraz siedmiu innych homoseksualnych mężczyzn. Podobnie jak w przypadku Daughters of Bilitis – lesbijskiej organizacji powstałej w latach 50., przed zamieszkami w Stonewall uznawanymi za początek światowego ruchu walczącego o prawa dla LGBT – celem Mattachine Society nie była walka o jakiekolwiek prawa, a stworzenie płaszczyzny do kontaktów i swobodnego dzielenia się doświadczeniami oraz przyjaznego środowiska dla osób homoseksualnych. W późniejszym okresie organizacja zajęła się między innymi protestami przeciw opresyjnym działaniom policji wobec gejów oraz wydawaniem publikacji, w tym ukazującego się w latach 1955–1965 The Mattachine Review. Organizacja szybko rozrosła się; przykładowo w 1953 kalifornijski oddział liczył ponad 2000 członków, a na dyskusjach zjawiało się około 100 osób. 
W latach 60., a więc epoce apogeum ruchu przeciw dyskryminacji Afroamerykanów, również działacze na rzecz LGBT zradykalizowali swoje cele, domagając się zrównania praw. Ostrożna, niekonfrontacyjna postawa Mattachine Society przestała być wystarczająca, co przyczyniło się do odpływu członków. Ogólnokrajowe struktury organizacji rozwiązano w 1961; oddziały lokalne istniały jeszcze przez kilka najbliższych lat, kończąc działalność po powstaniu ruchu Gay Liberation.